# Kaivalya
Kaivalya is het ultieme doel van yoga en betekent afgezonderdheid of isolement.
Door de beoefening van yoga (meditatie) wordt de geest gekalmeerd, en wordt Purusha (bewustzijn) als zodanig herkend, geïsoleerd van Prakriti ('natuur', d.w.z. materie, waarneming en verangens), waarin het was ingewikkeld en zich Zelf niet kennen kon. De guna's, die in werking waren gezet door het contact tussen purusha en prakriti, hervinden hun evenwicht, en de ware natuur is bevrijd van de gevangenschap van de stoffelijke wereld.
Kaivalya wordt beschreven in de 34 soetra's van hoofdstuk 4 van Patanjali's Yogasoetra's. Dit hoofdstuk gaat over de indrukken die zijn achtergebleven in de oneindige geboortecycli en de opvatting dat het noodzakelijk is deze indrukken tijdens het leven uit te wissen. Het zet de yogi neer als een wezen die kaivalya heeft bereikt en daarmee onafhankelijkheid heeft verworven van alle gebondenheid en dat het ware bewustzijn, of ritambhara prajna, heeft bereikt die beschreven wordt in de Samadhi Pada (hoofdstuk 1).

7. Alleen de geesten die uit de meditatie worden geboren zij vrij van karmische indrukken.

35. Of, om het van een andere zijde te zien, de kracht van puur bewustzijn settelt zich in zijn eigen pure natuur.

11-12. Omdat de begeerte van het leven eeuwig is, zijn de indrukken ook beginloos. De indrukken worden bij elkaar gehouden door oorzaak, effect, basis en ondersteuning en ze gaan weg met de verdwijning van deze vier.
— Patañjali, Yoga Sûtra, IV.7, 11-12, 35